# Вершинин, Иван Иванович

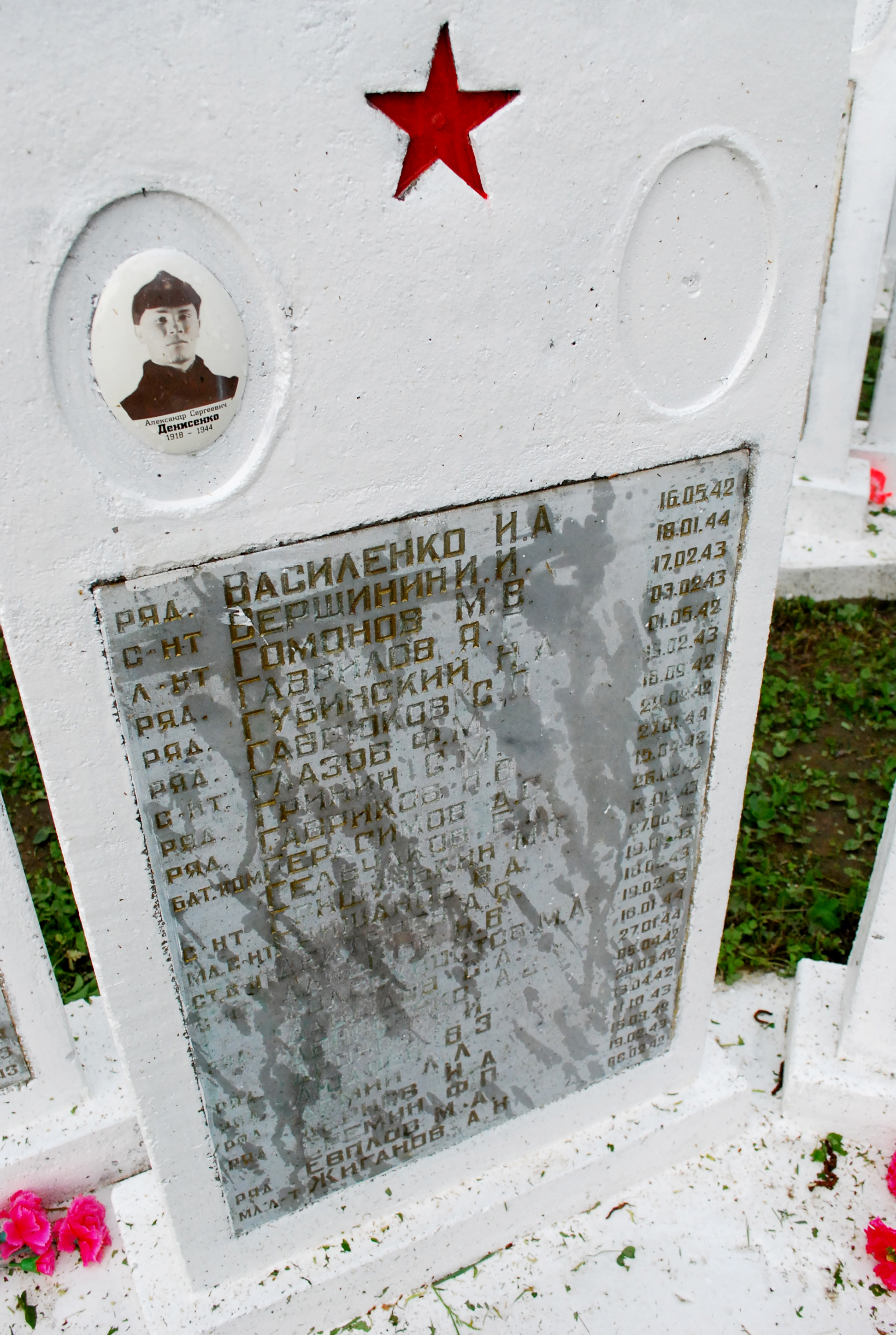
Сержант Вершинин Иван Иванович. (2 строка) Берёзовая аллея. Ленинградская область, г. Любань. май 2010

Иван Иванович Вершинин (1918 год, село Калистратиха Калистратихинской волости, Барнаульского уезда Алтайской губернии РСФСР — 18 января 1944 года, деревня Егорьевка (Ленинградская область), Тосненского района, Ленинградской области, СССР) — участник Великой Отечественной войны, командир отделения разведки лыжного батальона 80-й стрелковой дивизии 54-й армии Волховского фронта, сержант.

## Биография
Родился в 1918 году на территории Российской державы (территория, контролировавшаяся белыми в период Гражданской войны) в русской крестьянской семье в селе Калистратиха близ уездного города Барнаула.
Вырос в родном селе, здесь же в подростковом возрасте начал трудовую жизнь, работал в местном колхозе.
Призван в РККА Октябрьским РВК Алтайского края 25 декабря 1939 года в возрасте 21 года.
С 1941 года принимал участие в боях в ходе Великой Отечественной войны. 15 декабря 1941 года был ранен.
В январе 1944 года занимал должность командира отделения разведки в лыжном батальоне 80-й стрелковой дивизии, которая находилась на рубеже реки Тигода (восточный берег). В ходе Новгородско-Лужской операции дивизия наступала с 16 января 1944 года в направлении Любани. 17 января 1944 года с перекрёстка дорог западнее деревни Егорьевка по наступающим подразделениям вёлся сильный пулемётный и автоматный огонь. Сержант Вершинин бросился на огневую точку, заглушил её, уничтожил четырёх солдат противника, но сам был смертельно ранен.
Похоронен западнее деревни Егорьевка. Был представлен посмертно к ордену Отечественной войны 1 степени. Приказом Военного Совета 54-й армии от 4 февраля 1944 года награждён орденом Отечественной войны 2 степени.
Перезахоронен 10.07.1985 в г. Любань, Берёзовая аллея.